# Aubiet
Aubiet è un comune francese di 1 132 abitanti situato nel dipartimento del Gers nella regione dell'Occitania.

## Società

### Evoluzione demografica
Abitanti censiti